# Thomas Horatio Bevan
Thomas Horatio Bevan, Thomas H. Bevan (ur. 29 stycznia 1887 w Baltimore, zm. 23 lipca 1938 w Berlinie) – amerykański dyplomata, w latach 1936–1938 konsul generalny Stanów Zjednoczonych w Warszawie.

## Życiorys
Dorastał w miejscowości Arlington w stanie Maryland. Przez sześć lat uczęszczał do Marston’s University School w Baltimore. W 1906 pracował w United States Geological Survey jako asystent geodety, a od 1908 do 1910 studiował prawo na Uniwersytecie Johnsa Hopkinsa. W tym czasie był osobistym sekretarzem senatora Isidora Raynera. W latach 1910–1916 pracował w konsulacie w meksykańskim Tampico jako urzędnik konsularny, wicekonsul i zastępca konsula. Następnie podczas I wojny światowej był wicekonsulem w szwajcarskim Bernie od 1916 do 1917 i w szkockim Glasgow od 1917 do 1919. Później był konsulem USA w brazylijskim Salvador (1919–1923), w urugwajskim Montevideo (1923–1925) i w niemieckim Hamburgu (1925–1928). Od 1928 do 1935 był konsulem generalnym w norweskim Oslo. 25 listopada 1935 uzyskał exequatur jako konsul generalny Stanów Zjednoczonych Ameryki Północnej na obszar RP z siedzibą w Warszawie (zastępując na tym stanowisku Jerome’a Klahra Huddle’a), urzędowanie objął na początku lutego 1936 i pełnił stanowisko do 1938.
W latach 1912–1916, w czasie rewolucji w Meksyku, zajmował się m.in. wydobyciem ropy naftowej i związanymi z tym amerykańskimi interesami w tym rejonie. Był współautorem publikacji pt. The Brazilian Market for Paper and Paper Products, wydanej w 1923. W trakcie pracy w Hamburgu zbierał informacje na temat finansowania przez ZSRR działalności komunistycznej na terenie Europy; raport do amerykańskiego sekretarza stanu w tej sprawie znajduje się w zbiorach Hoover Institution. Jego korespondencja dyplomatyczna z okresu pracy w Warszawie dotycząca emigracji Żydów z Polski jest przechowywana w zbiorach amerykańskiej organizacji Historic Pittsburgh. W 1938 złożył protest w związku z aresztowaniem obywatelek amerykańskich oskarżonych o atak na funkcjonariuszy polskiej Straży Granicznej.
23 lipca 1938 zmarł w szpitalu w Berlinie wskutek nagłej choroby nerek w trakcie powrotu z urlopu w Stanach Zjednoczonych na placówkę w Warszawie (warszawski „Express Poranny” podał, że przyczyną śmierci był anewryzm serca). Jego grób znajduje się na Saint Paul’s Episcopal Church Cemetery w Owens w hrabstwie King George w stanie Wirginia.

## Prywatnie
Syn amerykańskiego sędziego Richarda Alexandra Bevana i Cory Bevan. W 1912 zawarł związek małżeński z Macey Nichols (później Macey N. Bevan). Miał córkę i syna, Richarda Alexandra Bevana (1920–2023), podpułkownika United States Air Force.
W okresie pełnienia przez niego misji dyplomatycznej w Warszawie prasa odnotowała jego udział w wiosennych zawodach golfowych w Powsinie, w których wszedł do półfinału (1936) i dwukrotnie do finału (1937).